# سالاكة
السالاكة (الاسم العلمي: Salacca) هي جنس من النباتات يتبع الفصيلة الفوفلية من رتبة الفوفليات.

## أنواع السالاكة
- سالاكة أليفة الصخور (الاسم العلمي:Salacca rupicola)
- سالاكة بيكريانية (الاسم العلمي:Salacca bakeriana)
- سالاكة ثانية (الاسم العلمي:Salacca secunda)
- سالاكة جرداء (الاسم العلمي:Salacca glabrescens)
- سالاكة درانسفيلدية (الاسم العلمي:Salacca dransfieldiana)
- سالاكة دودية (الاسم العلمي:Salacca vermicularis)
- سالاكة راموسيانية (الاسم العلمي:Salacca ramosiana)
- سالاكة رائعة (الاسم العلمي:Salacca magnifica)
- سالاكة رئدية (الاسم العلمي:Salacca stolonifera)
- سالاكة سراواكية (الاسم العلمي:Salacca sarawakensis)
- سالاكة سومطرية (الاسم العلمي:Salacca sumatrana)
- سالاكة صغيرة (الاسم العلمي:Salacca minuta)
- سالاكة طويلة العصفة (الاسم العلمي:Salacca dolicholepis)
- سالاكة غريفثية (الاسم العلمي:Salacca griffithii)
- سالاكة كليمنسيانية (الاسم العلمي:Salacca clemensiana)
- سالاكة لامعة (الاسم العلمي:Salacca nitida)
- سالاكة مألوفة (الاسم العلمي:Salacca zalacca)
- سالاكة مترابطة (الاسم العلمي:Salacca affinis)
- سالاكة متعددة الأزهار (الاسم العلمي:Salacca multiflora)
- سالاكة مخصلة الكفرى (الاسم العلمي:Salacca lophospatha)
- سالاكة مروحية (الاسم العلمي:Salacca flabellata)
- سالاكة هشة الأزهار (الاسم العلمي:Salacca graciliflora)
- سالاكة واليشيانية (الاسم العلمي:Salacca wallichiana)